# Odontotrypes qinling
Odontotrypes qinling es una especie de coleóptero de la familia Geotrupidae.

## Distribución geográfica
Habita en Shaanxi (China).